# François Rabelais

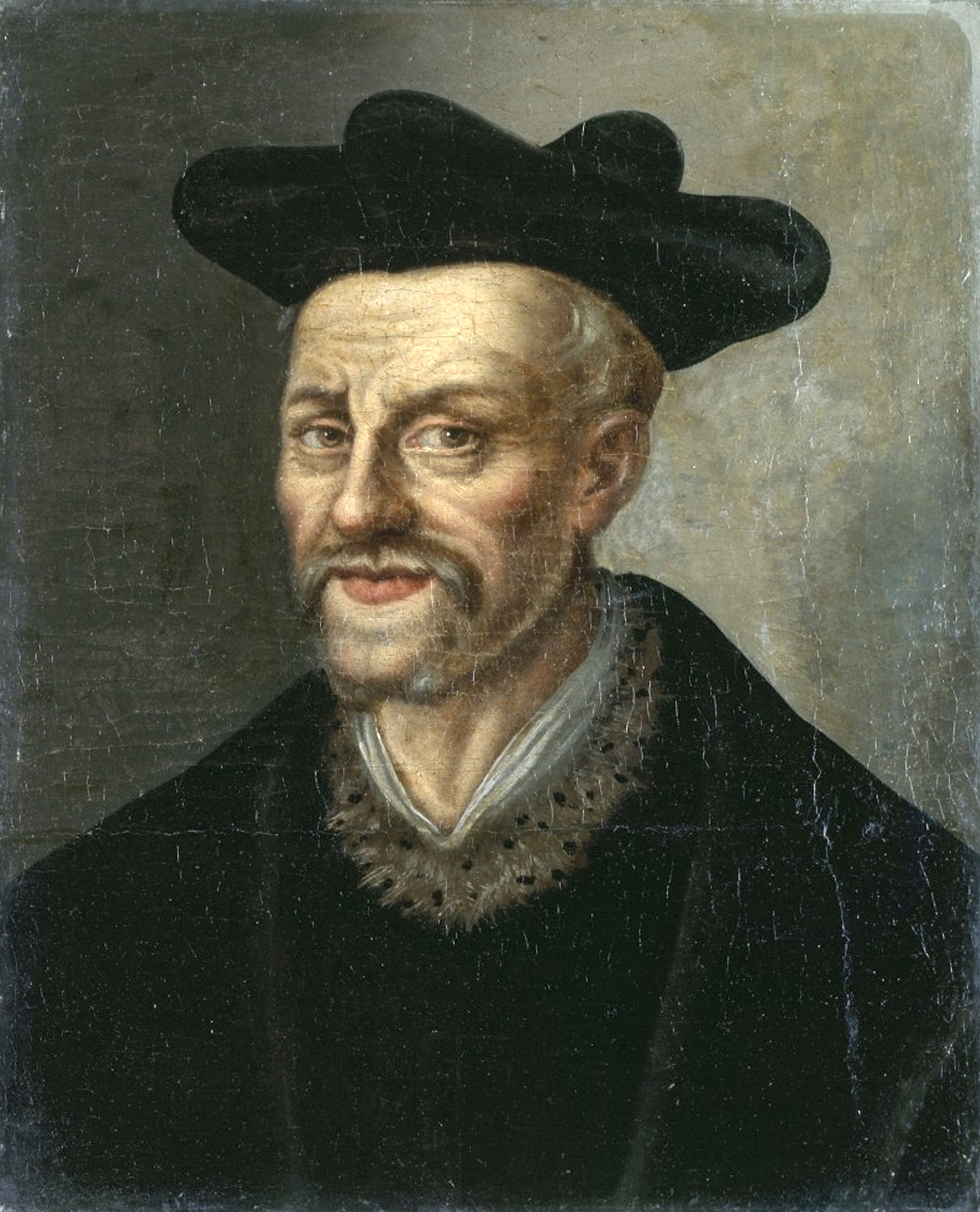
François Rabelais (anonymes Porträt aus dem 17. Jahrhundert)

François Rabelais [fʁɑ̃.swa ʁa.blɛ] (* um 1494, vielleicht 1483 in La Devinière bei Chinon/Touraine; † 9. April 1553 in Paris) war ein französischer Schriftsteller der Renaissance, Humanist, römisch-katholischer Ordensbruder und Weltpriester, als Mediziner praktizierender Arzt sowie Dozent. Er gehört zu den bedeutendsten Prosaschriftstellern der französischen Literatur; von seinen Werken ist vor allem der Romanzyklus Gargantua und Pantagruel bekanntgeblieben.

## Leben und Wirken

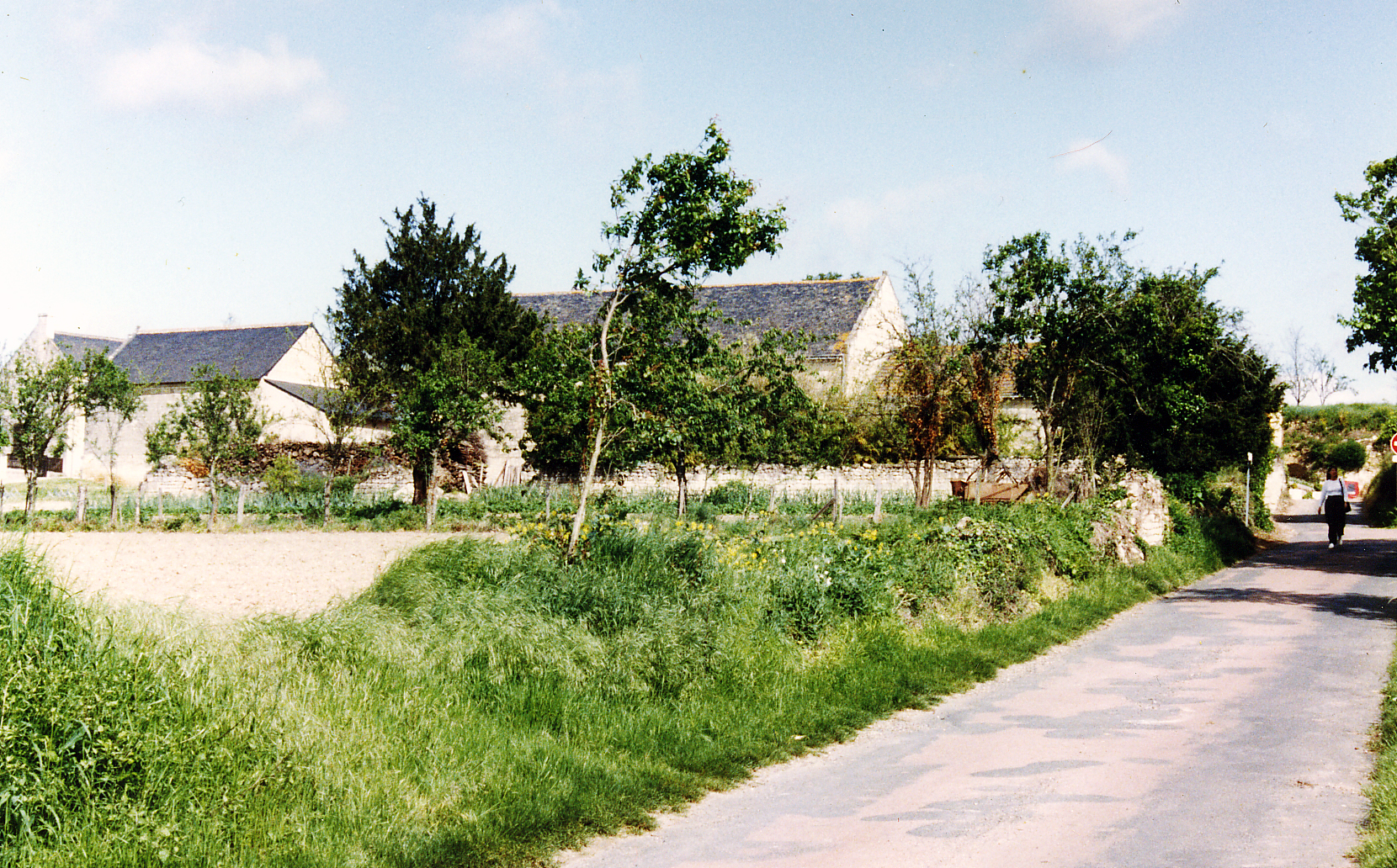
Musée Rabelais, Maison La Devinière

Geboren wurde Rabelais vermutlich auf einem Landgut bei Chinon als jüngster von drei Söhnen des wohlhabenden Grundbesitzers und Advokaten Antoine Rabelais, Seigneur de la Devinière († 1564), der nacheinander verschiedene Ämter in Chinon bekleidete. Seine Ehefrau war Marie Catherine geb. Dusouil. Rabelais hatte eine Schwester namens Jeanne Françoise Rabelais.

### Noviziat, Ordens- und Weltpriester sowie Studien
Rabelais trat sein Noviziat zum Ordenspriester im franziskanischen Kloster La Baumette, Couvent des Cordeliers de la Baumette nahe Angers an. Um das Jahr 1511 empfing er seine Weihesakramente. Für 1520 ist er als Ordenspater im Couvent des Puy-Saint-Martin in Fontenay-le-Comte (Département Vendée) belegt. Hier kam er durch einen älteren Mitbruder in Berührung mit dem von Italien her ausstrahlenden Humanismus und begann Altgriechisch zu lernen.
Darüber hinaus knüpfte er Briefkontakte zu Gelehrten, wie ein auf 1521 datiertes, offenbar schon zweites Schreiben an den bekannten Humanisten Guillaume Budé, den Initiator des 1530 in Paris gegründeten Collège Royal, beweist. Im Rahmen seiner griechischen Studien verfasste Rabelais gegen 1522 eine nicht mehr erhaltene Übertragung des ersten Buches der Geschichte der Perserkriege von Herodot.
In den 1520er Jahren wurde auch er, wie viele humanistisch interessierte Zeitgenossen, von den Reformideen des Protestantismus erfasst. Als 1523 alle Griechischstudien von der reformfeindlichen Pariser theologischen Fakultät, der Sorbonne, als Vorstufe zur Ketzerei gebrandmarkt wurden, kam Rabelais wegen seiner Studien antiker und vor allem griechischer Texte in Konflikt mit seinen franziskanischen Ordensoberen.
Durch Vermittlung des Abtbischofs von Maillezais, Geoffroy d’Estissac, der zugleich Abt eines Benediktinerklosters war, erhielt er 1524 die päpstliche Erlaubnis zum Ordenswechsel und konnte damit die eher bildungsfeindlichen Franziskaner zugunsten der traditionell bildungsfreundlicheren Benediktiner verlassen. Offenbar lebte er aber meistens im Gefolge Estissacs in der Abtei Saint-Martin de Ligugé bei Poitiers, wobei dieser ihn als Sekretär und vielleicht auch als Hauslehrer für seinen Neffen beschäftigte. Als sein Begleiter auf Reisen durch das Bistum kam er in Kontakt mit Menschen verschiedener Art und Herkunft. Möglicherweise besuchte er in diesen Jahren auch juristische Vorlesungen an der Universität Poitiers.
Ab dem Jahr 1528 findet man ihn in Paris, vermutlich nach Zwischenstationen an den Universitäten Bordeaux, Toulouse und Orléans. Anscheinend hatte er den Status eines Diözesanpriesters angenommen, als der er freier war, seine Medizinstudien fortzusetzen und gelehrte Kontakte zu pflegen. Aus der Verbindung mit einer Witwe gingen zwei uneheliche Kinder hervor, François und Junine. Dies hielt ihn nicht in Paris, vielmehr schrieb er sich im September 1530 an der berühmten medizinischen Fakultät von Montpellier ein, wo Rabelais dann schon am 1. November einen akademischen Grad als Baccalaureus erwarb.
Die akademische Medizin war damals ein fast reines Buchstudium, das die Schriften von Hippokrates und Galen zur Grundlage nahm. Rabelais scheint sich denn auch vor allem philologisch mit der Medizin beschäftigt zu haben, denn in einer Vorlesung kommentierte er im Frühjahr und Sommer 1531 Texte der genannten Koryphäen, wobei er die griechischen Originale zugrunde legte. Als Baccalaureus kommentierte er die hippokratischen Aphorismen und die Ars parca Galens (als Magister 1537 auch das Prognostikon des Hippokrates). Rabelais war stark von den Texten des Johannes Manardus beeinflusst.

### Arzt in Lyon und gelehrter Literat (Ersterscheinung Pantagruel 1532)
Im Sommer 1532 lebte Rabelais in Lyon, wo er als Arzt praktizierte und zugleich bei dem Drucker und Verleger Sebastian Gryphius diverse gelehrte Werke herausgab. Daneben verfasste er auch einen Roman, der Ende 1532 ebenfalls in Lyon erschien: Les horribles et épouvantables faits et prouesses du très renommé Pantagruel, Roi des Dipsodes, fils du grand Gargantua. Composés nouvellement par maître Alcofrybas Nasier. Schon am Titel war das Werk als Parodie, vor allem der Gattung Ritterroman, erkennbar.
Ende des Jahres 1532 erhielt Rabelais eine Anstellung an einem Lyoner Hospital, dem Hôtel-Dieu de Notre-Dame de la Pitié. Neben seiner ärztlichen Tätigkeit frequentierte er die intellektuellen Zirkel der Stadt, die zu dieser Zeit mit Paris durchaus ebenbürtig waren.
Wohl Anfang 1534 lernte er den hochgebildeten Bischof von Paris und Mitglied des Kronrates Jean du Bellay kennen, der auf einer diplomatischen Reise nach Rom in Lyon Station machte und ihn, den wenig Älteren, als seinen Leibarzt und Gesellschafter-Sekretär engagierte.
Bei seinem Aufenthalt in Rom vom Februar bis April 1534 erhielt Rabelais Einblicke in die Verhältnisse am Heiligen Stuhl, wo Papst Clemens VII. zwischen den Interessen Frankreichs und Kaiser Karl V. lavierte, mit dem er seit der Eroberung und Plünderung Roms durch kaiserliche spanische Truppen 1530 unfreiwillig verbündet war. Rabelais interessierte sich vor allem für die zahlreichen Spuren der Antike in der Stadt und ihrer Umgebung. Zurück in Lyon edierte er ein gelehrtes lateinisches Werk eines Italieners über die Topographie des antiken Roms.

### Kardinalsekretär in Rom und Stiftsherr bei Paris
Anfang des Jahres 1535 – soeben hatte Rabelais wieder einen Almanach drucken lassen – verließ er Lyon. Denn König Franz I. hatte sich Ende Oktober 1534 entschlossen, verstärkt gegen die Reformatoren vorzugehen, und ermöglichte eine schärfere Fahndung. Rabelais konnte in diesen unsicheren Zeiten wieder in den Dienst von Jean du Bellays treten und ihn, der im Mai zum Kardinal erhoben worden war, erneut nach Rom begleiten. Bei einem Aufenthalt in Ferrara traf er auf Clément Marot und andere dorthin geflüchtete Sympathisanten der Reformation, die Asyl bei der Herzogin, einer Tochter Königs Ludwig XII., gefunden hatten.
Anschließend verbrachte Rabelais von 1535 bis 1536 insgesamt sieben Monate mit Jean du Bellay in Rom. Zweifellos über ihn erhielt er 1536 die Zustimmung von Papst Paul III., in den Benediktinerorden zurückzukehren, und zwar als Mönch in der Abtei Saint-Maur nahe Paris, deren Prior Jean du Bellay war. Dort sollte er nach der beabsichtigten Umwandlung der Abtei in ein Stift eine Pfründe als Stiftsherr mit regelmäßigen Einkünften bekommen, was noch 1536 geschah, aber auf den Widerspruch durch den vorherigen Nutznießer traf. Rabelais musste eine Eingabe an den Papst richten. Der Ausgang der Angelegenheit ist nicht bekannt.

### Arzt in Lyon und Universitätsdozent in Montpellier
Anfang 1537 erwarb er, da ihm der Papst zugleich gestattet hatte, als Arzt ohne chirurgische Eingriffe tätig zu bleiben, in Montpellier den Doktortitel und hielt anschließend Vorlesungen über die Schriften des Hippokrates. Erneut legte er hierbei das griechische Original zugrunde und kritisierte die gängige lateinische Version als fehlerhaft. Im Sommer erregte er Aufsehen in Lyon, als er im Rahmen eines Besuchs die Leiche eines Gehenkten öffentlich sezierte, was auch Eingang in ein Gedicht des mit Rabelais befreundeten Étienne Dolet fand. Im Wintersemester von 1537/38 hielt er wieder Kurse in Montpellier.
1538 finden wir ihn in Aigues-Mortes mit Jean du Bellay, der hier an einem Treffen zwischen König Franz I. und Kaiser Karl V. teilnahm, die in ihrem seit Jahren andauernden Ringen um die Vorherrschaft in Italien soeben einen Waffenstillstand ausgehandelt hatten. Anschließend folgte Rabelais seinem Förderer nach Lyon.
Vermutlich 1539 (oder schon 1536?) wurde ihm ein Sohn namens Théodule geboren, der jedoch zweijährig starb.

### In Turin und in der Reichsstadt Metz

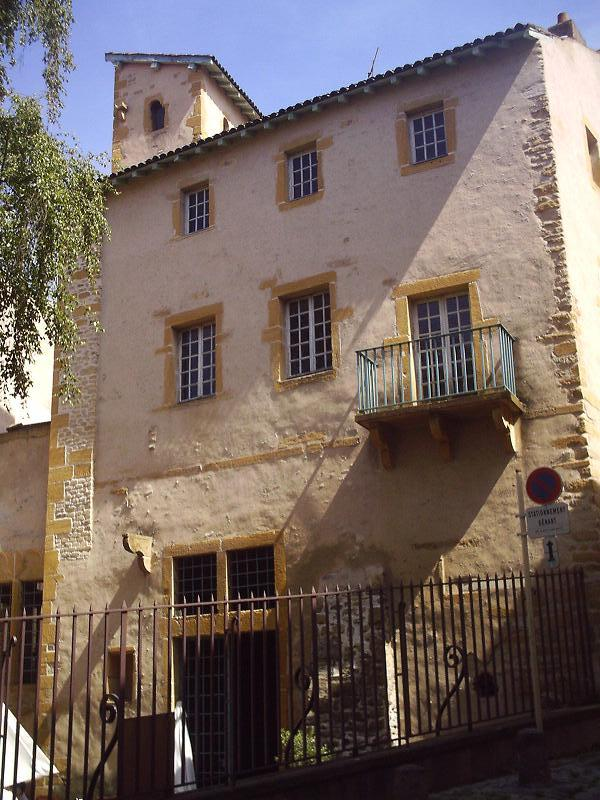
Das Wohnhaus von François Rabelais in Metz

Ende des Jahres 1539 empfahl Jean du Bellay Rabelais seinem kränkelnden älteren Bruder Guillaume du Bellay, Seigneur de Langey (1491–1543), einem hohen Militär, der zum Gouverneur im norditalienischen Herzogtum Piemont ernannt worden war, das französische Truppen besetzt hielten. Von ihm wurde er nach Turin, die piemontesische Hauptstadt, mitgenommen, wo er unter dem Titel Stratagemata eine lateinische Geschichte seiner Feldzüge verfasste, die aber verloren ist. Die nächsten drei Jahre bis zum Tod Langeys Anfang 1543 pendelte Rabelais mit ihm zwischen Norditalien und Frankreich. Das Werk bereitet Rabelais erneut Schwierigkeiten. Er verließ deshalb für eine Weile Frankreich und tauchte in die damaligen Freien Reichsstadt Metz bei einem Bekannten von Jean du Bellays unter. Dort wirkte er als städtischer Arzt und begann zugleich einen weiteren Fortsetzungsband. Er parodierte die neue Modegattung der Berichte von Entdeckungsreisen und schildert eine fiktive Seefahrt, die „Pantagruel“ und „Panurge“ zu dem Orakel der „göttlichen [Wein-]Flasche“, dive bouteille unternehmen, das die Frage Heirat oder nicht beantworten soll.

### Diplomatische Mission in Rom, Papstsatire
Nach dem Tod von König Franz I. im Jahre 1547 reiste Jean du Bellay einmal mehr in diplomatischer Mission nach Rom, und Rabelais begleitete ihn. Auf der Durchreise übergab dieser in Lyon einem Drucker die ersten elf Kapitel des neuen Bandes, die 1548 als Le Quart livre des faits et dits héroïques erschienen. In Rom, wo er mit Jean Du Bellay zwei Jahre bis 1549 blieb, stellte er das Buch fertig. Hierbei verarbeitete er in mehreren satirischen Passagen seine Beobachtungen aus der Politik des Papstes und unterstützte damit indirekt den neuen französischen König Heinrich II., der die Etablierung einer nationalen „gallikanischen“ Kirche anstrebte.

### Pfründenverlust in Meudon, Werkverbote vor dem Tod
Als Anfang 1552, nunmehr in Paris, das Quart livre als Ganzes herauskam, wandelte sich die Einstellung der Herrschenden. König und Papst hatten sich arrangiert, Kritik an Letzteren war nicht mehr erwünscht. Entsprechend zögerte die Sorbonne nicht, das Buch zu verurteilen. In der Folge verbot auch das Parlement de Paris das Werk. Hierbei half nicht, dass der Kardinal Odet de Châtillon, die Widmung von Rabelais zuvor angenommen hatte. Dem Erfolg des Buches tat das Verbot keinen Abbruch. Rabelais selbst musste allerdings Anfang 1553 eine Pfründe in Meudon bei Paris und eine weitere im Bistum Le Mans aufgeben, die er über Jean Du Bellay erhalten hatte. Hiernach ist nichts mehr von ihm bekannt. Offenbar aber hatte er noch bis kurz vor seinem Tod im April 1553 an einem weiteren Fortsetzungsband gearbeitet. Dieser wurde, vermutlich auf Initiative seines Druckers, von unbekannter Hand zu einem Abschluss gebracht. Er kam 1563 unter dem Titel Le cinquième livre heraus und wurde in die Gesamtausgaben des Zyklus aufgenommen, die kurz nach dem Tod des Autors zu erscheinen begannen und weiterhin in großer Regelmäßigkeit erschienen.

## Literarische Werke

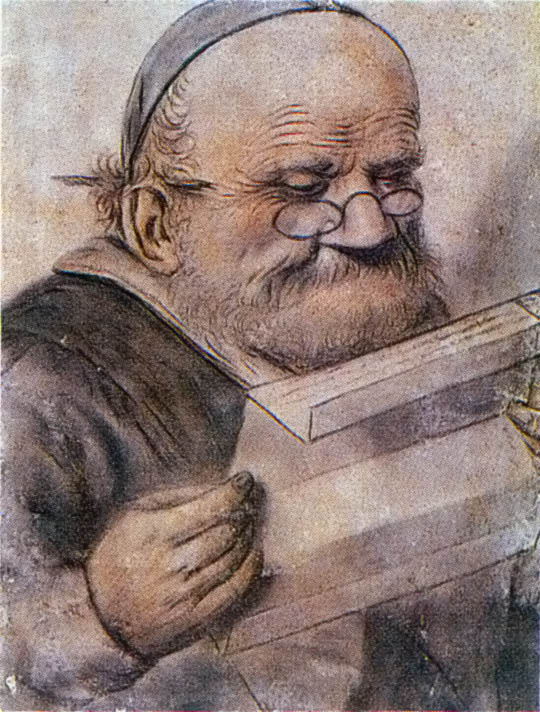
François Rabelais (Anonymus, Anfang 17. Jahrhunderts)

Um das Jahr 1526 erschien sein erstes gedrucktes Werk, eine lateinische Versepistel an einen befreundeten Dichter-Juristen aus Ligugé.
Sein wohl fast jedem Franzosen bekannter Name, der sich in Ausdrücken wie „une plaisanterie rabelaisienne“ verselbständigt hat, ist verknüpft mit dem Romanzyklus um die beiden Riesen „Gargantua“ und „Pantagruel“, dessen fünf Bände 1532, 1534, 1545, 1552 und 1564 erschienen. Vor allem die beiden ersten Bände waren sehr erfolgreich. Ebenfalls fanden die Adjektive Einzug in die französische Alltagssprache, so etwa pantagruélique, in der Redewendung „un appétit pantagruélique“ (deutsch einen pantagruelischen Appetit haben) oder „gargantuesque“, in der Redewendung „un repas gargantuesque“ (deutsch ein gargantuesker Schmaus).
Rabelais’ Erfolg beruhte darauf, dass er auf der Stilebene spielerische Ironie und Sarkasmus, derben Witz und pedantische Gelehrtheit, Wortspiele und komisch verwendete echte und fiktive Zitate vermischte. Gleichzeitig war er aber auch als humanistischer Gelehrter aktiv. Seine äußerst mobile Lebensweise im Gefolge fürstlicher und klerikaler Förderer und die ständige Suche nach Erweiterung seines Wissens, zumal im Kontakt mit anderen Gelehrten, war damals typisch für viele europäische Intellektuelle. Sein fünfbändiges Romanwerk ist unter anderem durchdrungen von den Kenntnissen auf dem Gebiet der Medizin und seinen Erfahrungen als Arzt. Als Zeitgenosse von Martin Luther und Jean Calvin war er betroffen von den heftigen religiösen Querelen seiner Epoche. Zwischen den Jahren 1541 bis 1544 brachte er je einen Almanach heraus, letzteren unter dem Titel Grande et vraye pronostication nouvelle pour l’an 1544.
Im Jahr 1542 reagierte Rabelais, wohl um sich als gläubiger Katholik zu erweisen und damit vor Verfolgungen Ruhe zu haben, auf die Vorwürfe, der „Pantagruel“ und der „Gargantua“ seien obszön und theologisch bedenklich. Er publizierte in Lyon Versionen beider Bücher, deren Text etwas bereinigt und leicht überarbeitet war. Auch die Titel wurden, der eine stark, der andere etwas verändert: Pantagruel, Roi des Dipsodes. Restitué à son naturel, avec ses faits et prouesses épouvantables. Composés par feu M. Alcofribas, abstracteur de quinte essence bzw. zu La Vie très horrifique.
Doch etwa gleichzeitig druckte der Verleger, Autor, und Latinist Étienne Dolet, ein früherer Freund von Rabelais, zu dessen Ärger eigenmächtig nochmals die ursprünglichen Versionen nach, wobei erstmals der „Gargantua“ als erster Band und der „Pantagruel“ als ihn fortsetzender zweiter Band konzipiert wurde.
Rabelais übernahm diese verlegerische Einteilung und brachte noch 1542 ebenfalls eine zweibändige Ausgabe heraus unter dem Titel Grands annales ou chroniques très véritables des gestes merveilleux du grand Gargantua et Pantagruel son fils, roi des Dipsodes, enchroniqués par feu Maistre Alcofribas, abstracteur de quinte essence. Im Vorwort der Neuausgabe (deren Text heute i. d. R. den kritischen Editionen zugrunde liegt) attackierte er Étienne Dolet. Dennoch wurde die Edition von der Sorbonne verurteilt.
Trotz der Verurteilung schrieb Rabelais einen Fortsetzungsband, mit dem er auf ein Werk aus dem Jahre 1542 reagierte, La parfaite amie des Antoine Héroët (1492–1567). Hierin meidet er politisch brisantere Themen, auch sein Humor ist weniger derb. Im Zentrum steht die Frage, ob „Panurge“, die neben oder gar vor „Pantagruel“ zentrale Figur der Handlung, heiraten solle, oder – so sichtlich die Tendenz des Autors – besser nicht. Als das Buch 1545 fertiggestellt worden war, durfte Rabelais es sogar der Schwester von Franz I., Marguerite de Navarre widmen und mit einem königlichen Privileg in Paris drucken lassen. Es erschien 1546 sogar unter dem Namen des Autors, als Le tiers livre des faits et dits héroïques du noble Pantagruel, composés par M. Franc. Rabelais, docteur en médicine. Wahrscheinlich hatte Rabelais ein kurz zuvor anonym erschienenes Volksbuch als Vorlage genutzt, Les grandes et inestimables croniques du grand et énorme géant Gargantua, wobei er in seiner Version einen Sohn zu dem Riesen hinzufügte.
In „Pantagruel“ schildert Rabelais in der Rolle des Ich-Erzählers und Domestiken Alcofrybas die Kindheit und Jugend, die Studienjahre sowie die erste militärische Bewährung des Protagonisten, doch führt er zu Beginn der Studienzeit eine zweite, zunehmend wichtige Figur in die Handlung ein, den ewigen Studenten und Tausendsassa „Panurge“, mit dem er sich offensichtlich mehr identifiziert als mit dem Ich-Erzähler. Am Ende macht er auch diesen selbst zur handelnden Person, die im Mund des jungen Riesen eine ganze Welt entdeckt, die der unseren ähnelt.
Der Erfolg des locker strukturierten, mit zahllosen burlesken Anekdoten, witzigen Zitaten und satirischen Seitenhieben versehenen Werkes war unmittelbar und beachtlich. Es wurde allein 1533 und 1534 acht Male, z. T. in Raubdrucken, neu aufgelegt. Die Theologen der Sorbonne allerdings stießen sich an Passagen, in denen ihre scholastische Haarspalterei karikiert und Positionen vertreten wurden, die dem Protestantismus der Reformatoren nahe stünden. Auch die hohen Richter des Parlement fühlten sich verspottet. Die Reaktion war eine Verurteilung des Buches durch die Sorbonne.
Rabelais dagegen nutzte den Erfolg, indem er sogleich einen satirischen, z. T. horoskopartigen Almanach für das Jahr 1533 publizierte, La Pantagruéline Pronostication, der bei späteren Nachdrucken des Pantagruel oft angefügt wurde. Im Schlusswort des „Pantagruel“ hatte Rabelais eine Fortsetzung mit weiteren Abenteuern seines Helden angekündigt. Stattdessen ließ er Ende 1534 oder Anfang 1535 anonym einen Roman erscheinen, dessen Handlung umgekehrt eine Vorgeschichte enthält, La Vie inestimable du grand Gargantua, père de Pantagruel, jadis composée par l’abstracteur de quinte essence. Livre plein de Pantagruélisme.
Offensichtlich hoffte Rabelais aufgrund der Erfahrungen aus der Publikation des „Pantagruel“ den Erfolg des Werkes weiter fortzusetzen, was allerdings, sieht man die geringe Zahl der Nachdrucke, nur mäßig gelang. Zugleich jedoch verdeckte er seine Identität als Autor stärker als zuvor und verlegte die Entstehungszeit des Buches auf ein vages „einst“. Sichtlich fürchtete er eine erneute Verurteilung durch Sorbonne. Denn dezidierter noch als im „Pantagruel“ karikiert er anhand des Bildungsganges, den er seinen Protagonisten „Gargantua“ durchlaufen lässt, die überkommenen scholastisch geprägten Lerninhalte und -methoden und propagiert die neuen humanistischen Bildungsideale, die philosophisch-historische und naturwissenschaftliche Studien gleichberechtigt nebeneinander stellten.
Und auch der Schlussteil über die „Abtei Thélème“, einen idealen, utopischen Ort, an dem eine geistige und soziale Elite von jungen Personen beiderlei Geschlechts ein Leben führt, das nur durch Vernunft, Selbstbeherrschung und die Lehren des Evangeliums geregelt ist, wirkt alles andere als orthodox katholisch.

## Literarische Rezeption
Vom zeitgenössischen Lesepublikum wurden seine Romane vermutlich als erheiterndes Evasionsangebot genutzt in einer Zeit, in der es wenig zu lachen gab angesichts einer Realität, die beherrscht war von einer enormen religiösen und ideologischen Polarisierung. Diese reichte bis in die Familien hinein, bewirkte eine zunehmende Intoleranz der konfessionellen Parteien und ihrer Propagandisten und führte zu einer zunehmenden Brutalisierung. Den Ausbruch der Hugenottenkriege 1562 erlebte Rabelais nicht mehr.
Die folgende Zeit urteilte sehr selektiv über Rabelais, dessen Werk bald auch in England, den Niederlanden und Italien bekannt geworden war. Kritisiert wurden das derb Materiell-Leibliche, das Ungehobelte und die grotesken Übertreibungen – nicht zuletzt von den Calvinisten, denen die libertären Implikationen der Rabelaischen Religions- und Gesellschaftskritik und seine Apotheose einer freien Moral zu weit gingen, da sie nicht mit der Annahme der prinzipiellen Sündhaftigkeit des Menschen und der Prädestinationslehre zu vereinen waren. Akzeptiert wurden die Psychologie, die soziale Satire und die Dialogtechnik. Man versuchte auch, konkrete historische Personen und Ereignisse zu identifizieren und den Text allegorisch auszudeuten. Der Amsterdamer Werkausgabe von 1659 lag erstmals ein Schlüssel der Personen und Ereignisse bei. 1693 wurde die englische Übersetzung ebenfalls durch einen Schlüssel ergänzt. So sollte es sich bei der riesigen Stute Gargantuas, die mit ihrem Schweif den Wald von Beauce abholzt, um Pferdebremsen zu vertreiben, um Madame d’Estampes handeln, die Geliebte des Königs Franz I., die den Wald fällen ließ. Hinter Gargantua vermutete man oft den König selbst. Die Komik verliert jedoch nicht an Wirkung, wenn man diese Anspielungen nicht kennt.
Heute gilt Rabelais, obwohl er aufgrund seiner archaisch gewordenen Sprache und seiner oft kaum mehr verständlichen Wortspiele und Anspielungen wenig gelesen wird, als der größte französische Autor des 16. Jahrhunderts, als einer der Großen der französischen Literatur überhaupt und speziell als Galionsfigur des moralisch häufig unkorrekten, dafür aber volkstümlich-heiteren „esprit gaulois“ oder eben „rabelaisien“. Michail Bachtin sieht in Rabelais einen Protagonisten der Annäherung der mittelalterlichen Volkskultur und der Hochkultur, die travestiert, entsakralisiert und mit Ritualen des Volkes karnevalistisch zu einer „Lachkultur“ verschmolzen wird. Zugleich sei er ein Vertreter einer grotesken, antispirituellen Körperkonzeption, die in zahlreichen Festgelagen, Prügel- und Fäkalienszenen ihren Ausdruck findet.

## Ehrungen
Die Universität François Rabelais Tours (französisch: Université François Rabelais de Tours oder nur Université de Tours) ist eine staatliche Universität in der französischen Stadt Tours und wurde nach ihrer Gründung am 27. März 1969 nach François Rabelais benannt.
Nach Rabelais benannt ist auch eine Pflanzengattung Rabelaisia Planch. aus der Familie der Rautengewächse (Rutaceae).

## Werke (Auswahl)

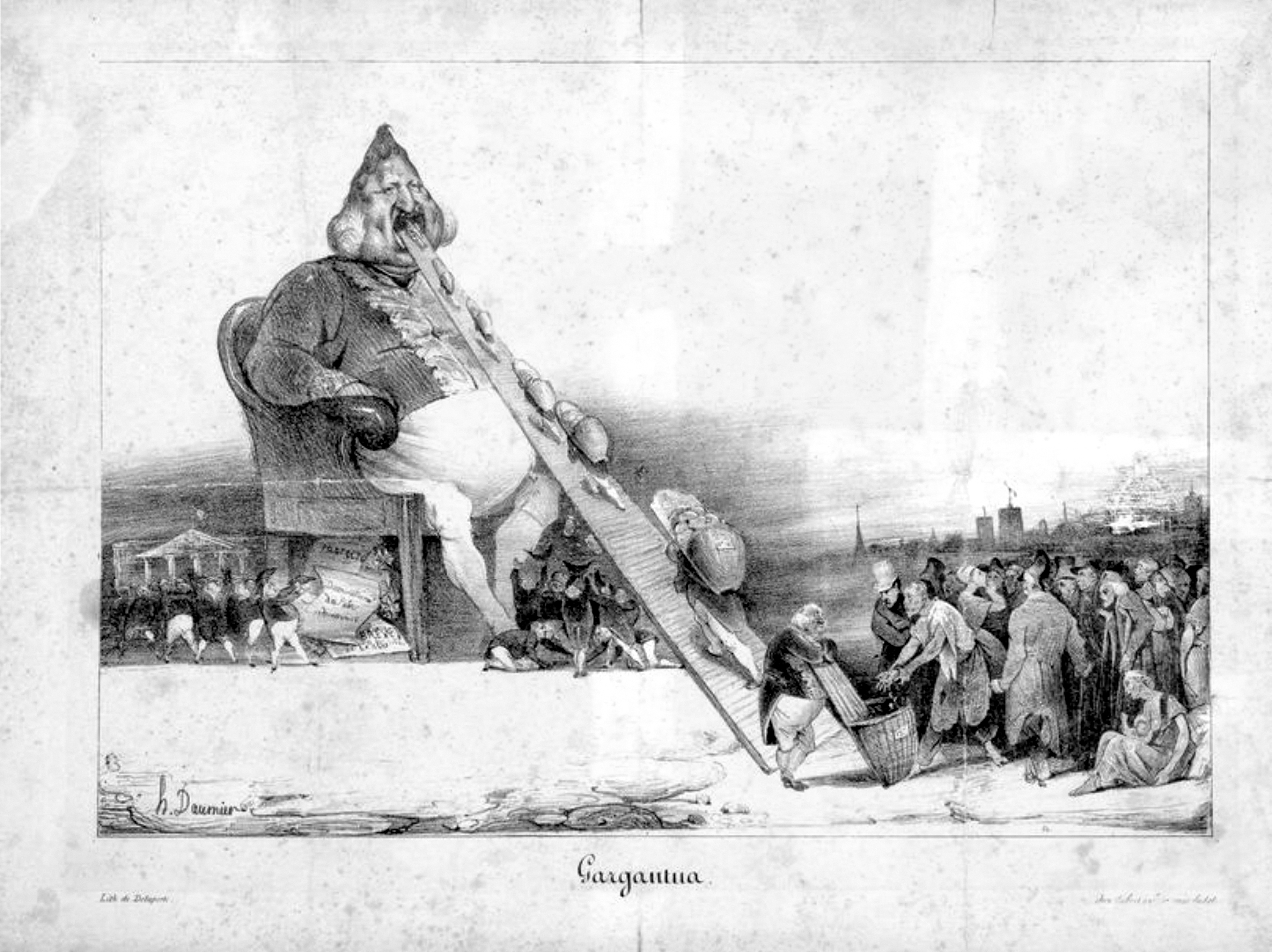
König Ludwig Philipp als Gargantua (Lithographie von Daumier)

### Französische Originaltitel
- Les horribles et épouvantables faits et prouesses du très renommé Pantagruel, Roi des Dipsodes, fils du grand géant Gargantua. Composés nouvellement par maître Alcofrybas Nasier. 1532.
- La Vie inestimable du grand Gargantua, père de Pantagruel, jadis composée par l’abstracteur de quinte essence. Livre plein de Pantagruélisme. 1534 oder 1535.
- Le tiers livre des faits et dits héroïques du noble Pantagruel, composés par M. Franc. Rabelais, docteur en médicine. 1546.
- Le quart livre des faits. 1548 und 1552.
- Le cinquième livre. Postum 1563; dieser Band ist zumindest im zweiten Teil nicht authentisch.

### Deutsche Übersetzungen
Die erste deutsche Teil-Übertragung des Zyklus wurde von dem Straßburger Humanisten Johann Fischart verfasst und erschien 1575 unter dem Titel: Abenteuerliche und ungeheuerliche Geschichtsschrift vom Leben, Raten und Taten der Herren Grandgusier, Gargantua und Pantagruel.
- Gargantua und Pantagruel. Übersetzt von Ferdinand Adolf Gelbcke. 2 Bände, Leipzig 1879 (Digitalisat von Band 1 und Band 2 bei Google Books).
- Des François Rabelais weiland Arznei-Doktors und Pfarrers zu Meudon Gargantua und Pantagruel, verdeutscht von Engelbert Hegaur und Dr. Owlglass. Ausgabe in einem Band mit ausgewählten Illustrationen von Gustave Doré, Biederstein Verlag München 1951.
- Gargantua und Pantagruel. Hrsg. von Ludwig Schrader, 2 Bände, Hanser Vlg. München 1964, Übersetzung von Gottlob Regis
- Gargantua und Pantagruel. Hrsg. von Horst und Edith Heintze, 2 Bände, Sammlung Dieterich, Leipzig 1970.
- Gargantua und Pantagruel. Hrsg. von Horst und Edith Heintze, Illustrationen von Gustave Doré, 12. Auflage (= Insel-Taschenbuch. Band 77), Frankfurt am Main 1974, Übersetzung von Adolf Gelbcke, ISBN 978-3-458-31777-7; Neudruck in zwei Bänden, Frankfurt am Main 1976, ISBN 978-3-458-01777-6.
- Gargantua und Pantagruel. Übersetzt von Karl August Horst und Walter Widmer mit einem Nachwort von Horst Lothar Theweleit und 682 Illustrationen von Gustave Doré. 2 Bände, München (und Stuttgart/Hamburg) 1968; Neudruck: Rütten & Loening, Berlin 1970.
- Gargantua Pantagruel. Übersetzt und kommentiert von Wolf Steinsieck. Übersetzung der Verse und Nachwort von Frank-Rutger Hausmann. Mit 29 Holzstichen von Gustave Doré. Reclam Bibliothek, Stuttgart 2013, ISBN 978-3-15-010874-1.

## Werkausgaben
- Oeuvres complètes. 2 Bände. Hrsg. von Pierre Jourda. Paris 1962.